# Tchad i olympiska sommarspelen 1992
Tchad deltog i de olympiska sommarspelen 1992 med en trupp bestående av fyra deltagare, men ingen av landets deltagare erövrade någon medalj.

## Friidrott
Herrarnas 400 meter
- Faudet Ali
  - Heat — 47,10 (→ gick inte vidare)

Herrarnas 800 meter
- Yaya Terap Adoum
  - Heat — 1:54,43 (→ gick inte vidare)

Herrarnas 5 000 meter
- Yeski Moli Youssouf
  - Heat — 15:29,25 (→ gick inte vidare)

Damernas 800 meter
- R. Baguepeng Gangue
  - Heat — DNF (→ gick inte vidare)

Damernas 1 500 meter
- R. Baguepeng Gangue
  - Heat — 5:06,31 (→ gick inte vidare)